# Чичуа (княжеский род)
Дом Чичуа (груз.: ჩიჩუა) — грузинский княжеский род, военачальники (командующие одним из садрошо) в Мегрельском княжестве, на службе у владетельной семьи Дадиани.

## История рода
Историки по-разному смотрят на то, кем были предки князей Чичуа. Некоторые источники утверждают, что семья происходит от дома Чиковани, некоторые утверждают, что семья происходит от человека по имени Чиджа и, следовательно, фамилия Чичуа, а более точные и основанные на фактах источники говорят, что они происходят от дома Кахаберидзе, имея при этом те же корни, что и дом Чиджавадзе.
Дом Чичуа был выдающимся дворянским домом в мегрельской знати. Исторические источники о ранних предках этой семьи впервые появляются в первой половине 17 века. Во время правления князя Левана II Дадиани (1611—1657) появился первый член дома Чичуа по имени Рамаз Чичуа, и в это время он был главой рода. Их сатавадо, которое занимало нынешний муниципалитет Хоби и включало в себя города: Зуби, Джапшакари, Зени, Саджиджао, Хета и прочие. Границы их княжества на востоке заканчивались у города Зана, на юге — у города Хорши, на севере — у города Хибула, а западная граница проходила по реке Чанисцкали. Помимо вышеперечисленных городов, дом Чичуа также владел городами Наразени, Биа, Сахарбедио, Теклати, Квалони и Мухури. Их резиденция находилась в Зени, где у них была фамильная крепость, церковь и наследственный замок. У них также был ещё один наследственный замок, расположенный в Зуби.

### Вассалы
Азнаури (или более мелкие дворяне), находившиеся в подчинении князьям Чичуа были: Гватуа, Джорджикия, Лолуа и Хочолава, а их крестьянами были: Бераиа, Гвалиа, Гвасалиа, Герсамиа, Джрубуриа, Кучава, Надараиа, Папаскири, Сигуа, Чантуриа, Чилаиа, Чихвариа и другие. Дом Чичуа занимал свое место в административном аппарате Мегрельского княжества. Из поздних документов выясняется, что кастелянами и моурави замков дома Чичуа были азнауры Гватуа, а хозяевами замков были крестьяне Гвасалиа.

## Влияние
Князь Пепуна Чичуа имел огромное влияние в феодальной среди Мегрельского княжества, в котором правили мтавары (фактически герцоги) Дадиани. Из-за этого царь Имеретии Александр V (1720—1752) хотел, чтобы его дом, династия имеретинских Багратионов, вступила в брак с княжеским родом Чичуа. Пепуна Чичуа унаследовал титул Великого Магистра Двора (сахлтухуцеси), который был самым высоким титулом после Дадиани в Мегрелии с 18 века. Таким образом, Пепуна мог сделать отношения между царем Имеретии и владетельным князем Мегрелии напряженными.
Пепуна Чичуа был помолвлен с дочерью эристава (князя) Ксани, но царь Имеретии отменил их брак, и вместо этого выдал её сестру замуж за Пепуну Чичуа, но первоначальный план царя, который заключался в укреплении своей власти в Мегрелии, провалился, потому что Отия Дадиани помог Георгию, который был сослан в Мегрельское княжество из-за его более ранней попытки занять трон Имеретии в 1741 году. Княжество Чичуа потратило ещё больше во время правления Отии Дадиани, который пожаловал Папуне Чичуа большие поместья, замки и крестьян от епископа Цаиши. После смерти Пепуны главой дома стал его сын Георгий, женой которого стала сестра владетельного князя Абхазии по фамилии Келешбейя Шервашидзе. Со второй половины 18 века выявлены внуки Пепуны Чичуа — Кхаху и Кациа.
С самого начала правления Пепуны, дом Чичуа преуспел при дворе Дадиани. Но вскоре в борьбу за господство вмешался дом Чиковани, ближайшие родственники второй династии Дадиани. В 1768 году князь Мегрелии Кациа II Дадиани вернул поместья епископа Цаиши обратно Церкви, а в 1777 году Кация II назначил Георгия Чиковани митрополитом Цаиши. В обмен на епископство Цаиши, Кация передал дому Чичуа другие поместья.
Во время русско-турецкой войны в 1768—1774 годах, князь Кхаху Чичуа помогал турецкому гарнизону, стоявшему лагерем в крепости Поти, предоставляя туркам огневую мощь и продовольствие. Благодаря этой помощи, турки изгнали русско-грузинскую армию генерала Сухотина и отстояли крепость в Поти. По приказу генерала Сухотина, Кхаху Чичуа был арестован и выслан из Грузии и отправлен в Россию, но на дороге, под Моздоком, в 1772 году он умер.
В 1777 году Кация II Дадиани отобрал титул сахлтухуцеси у дома Чичуа и передал его дому Чиковани. В начале 18 века дом Чичуа вновь приобрел доминирующее влияние в Мегрелии. Дом Чиковани не мог выполнять свои обязанности сахлтухуцеси и был вынужден отречься от престола, и в 1810 году сахлтухуцесом стал Георгий Чичуа, будучи главой своего дома и сыном Хаху Чичуа.
Родственник Георгия Чичуа, князь Леван Чичуа фигурирует в свите вдовы Григория Дадиани (1788—1804) Нино, которая была дочерью последнего царя Картли-Кахетии Георгия XII (1798—1800). Нино в это время, в 1811 году, посетила Петербург. Другой родственник Георгия Чичуа, Кхаху Чичуа, после смерти Георгия принял наследственный титул сахлтухуцеса, стал главой рода Чичуа и одновременно носил титул командующего (მთავარსარდალი, мтаварсардала) армией Мегрельского княжества, достигнув вершины могущества дома Чичуа.
Накопив оба этих титула, князь Кхаху Чичуа стал самым влиятельным дворянином в Мегрельском княжестве. Оба поста он сохранял до своей смерти в 1825 году. После него его титулы унаследовал князь Леван Чичуа.

## Падение рода
В 1838 году князь Леван V Дадиани окончательно отобрал у дома Чичуа титул сахлтухуцеса и передал его дому Чиковани. Чичуа подняли восстание с 3000 вооруженных солдат, но успеха они не достигли. Дом Чичуа вместе со всеми другими дворянами Мегрелии вошел в состав русского дворянства с окончательным включением в состав Российской империи Мегрелии и Имеретинского царства.